# عرناس (غزل)

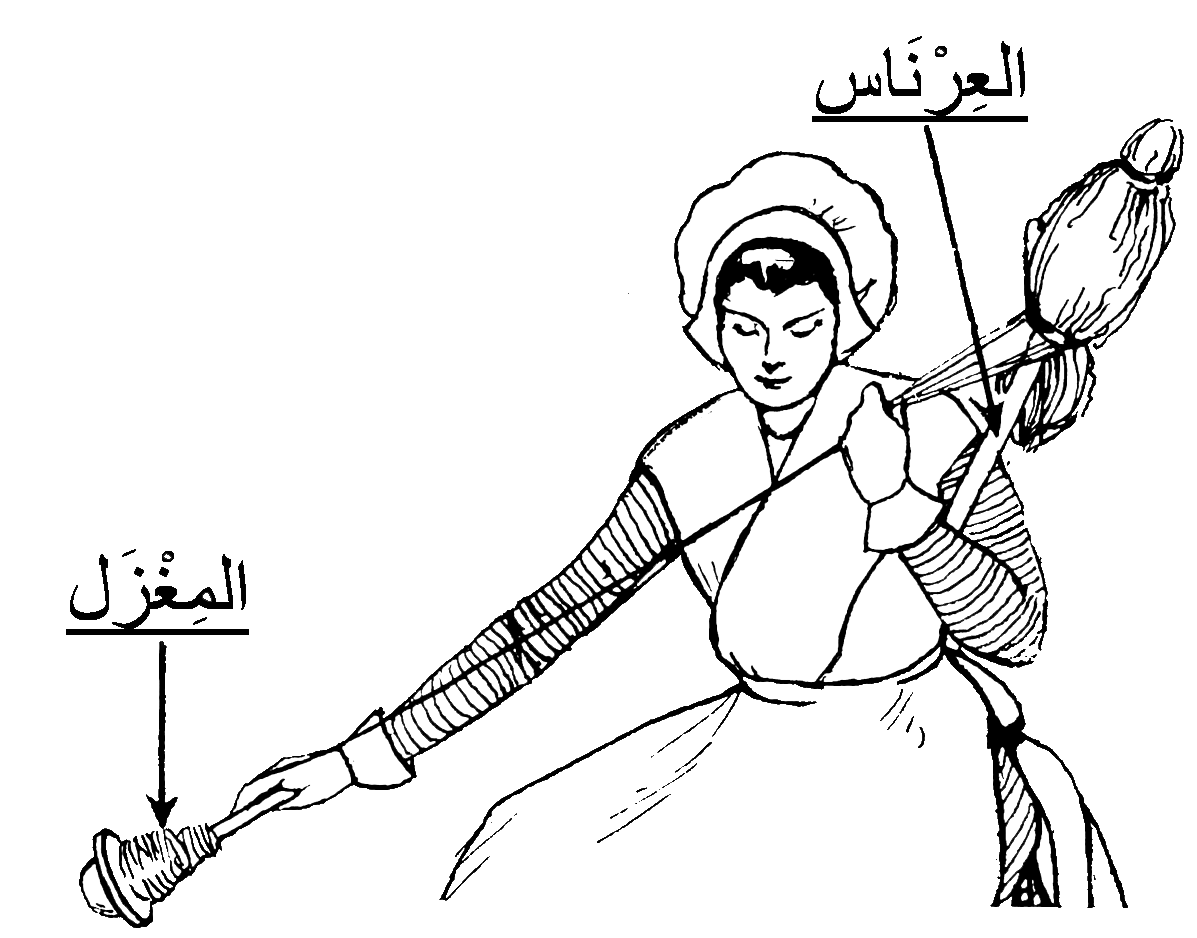
طريقة الغزل قديما باستخدام المغزل والعِرنَاس.

العِرْنَاس (الجمع: عرانيس) أو فَلْكَةُ المِغْزَل أداةٌ مستخدمة في الغزل مصممٌ لعقد الألياف غير المنسوجة، مما يبقيها غير متشابكة فتَسهُل عملية الغزل. يستخدم بشكل شائع للف الكتان، وأحيانًا الصوف، ولكن يمكن استخدامه لأي نوع من الألياف. تُلف الألياف حول قطعة العرناس وتُربط في مكانها بقطعة من الشريط أو الخيط.
الكلمة الإنجليزية المقابلة للعِرْنَاس (distaff) تستخدم في الإنجليزية لوصف الجانب الأنثوي في الأسرة. المصطلح المقابل للجانب الذكري من الأسرة هو جانب الرمح.

## انظر أيضاً

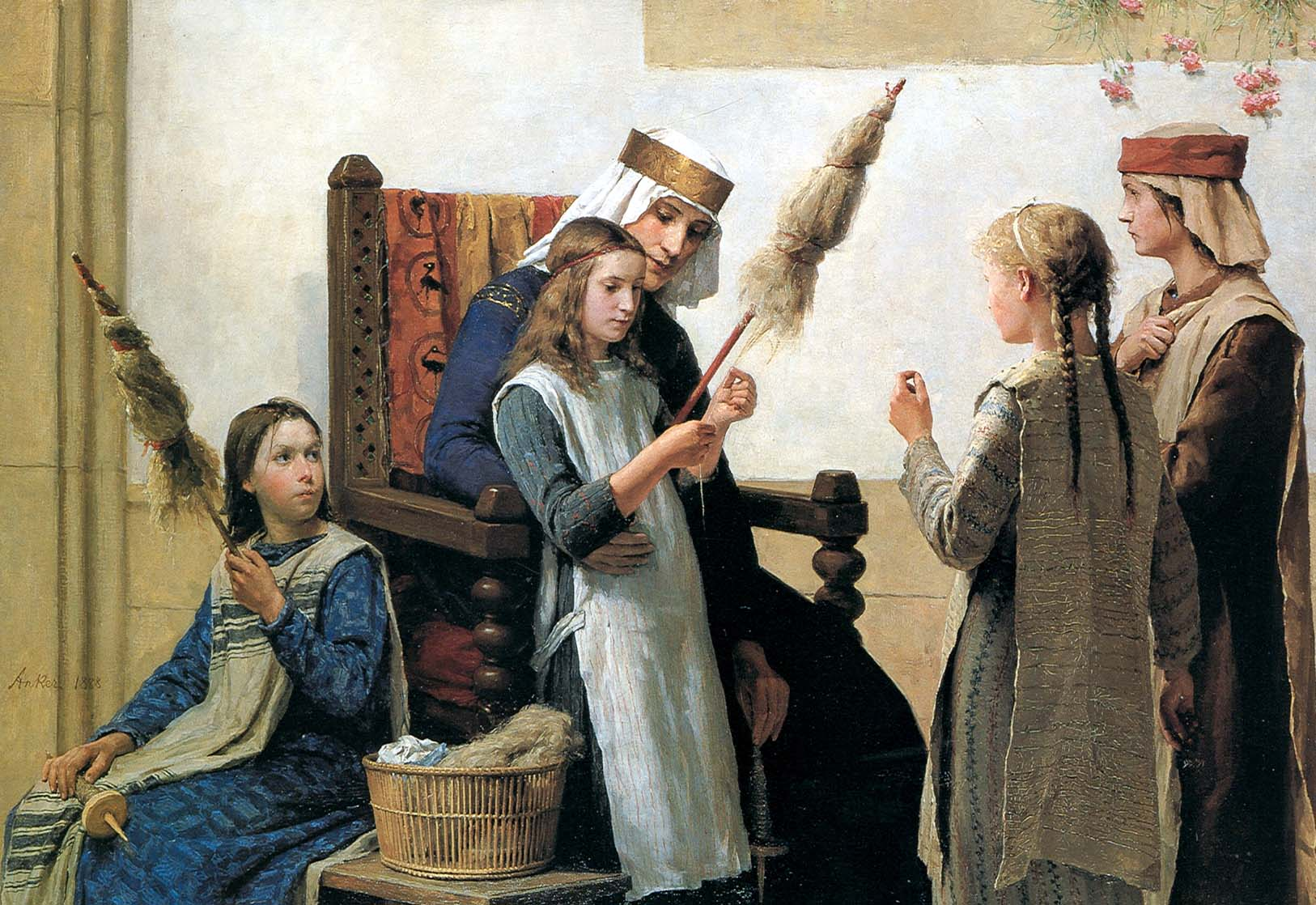
الملكة بيرث أمرت الفتيات بتدوير الكتان على مغازل باستخدام العرناس ، ألبرت أنكر ، 1888

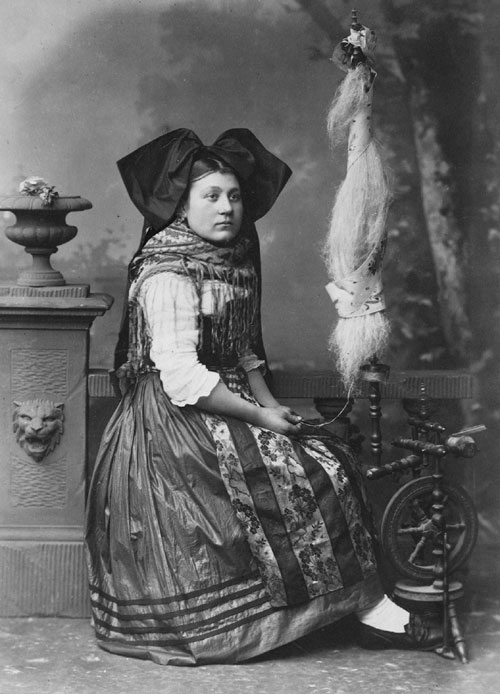
مغزل ألزاسي مع عجلة وعرناس

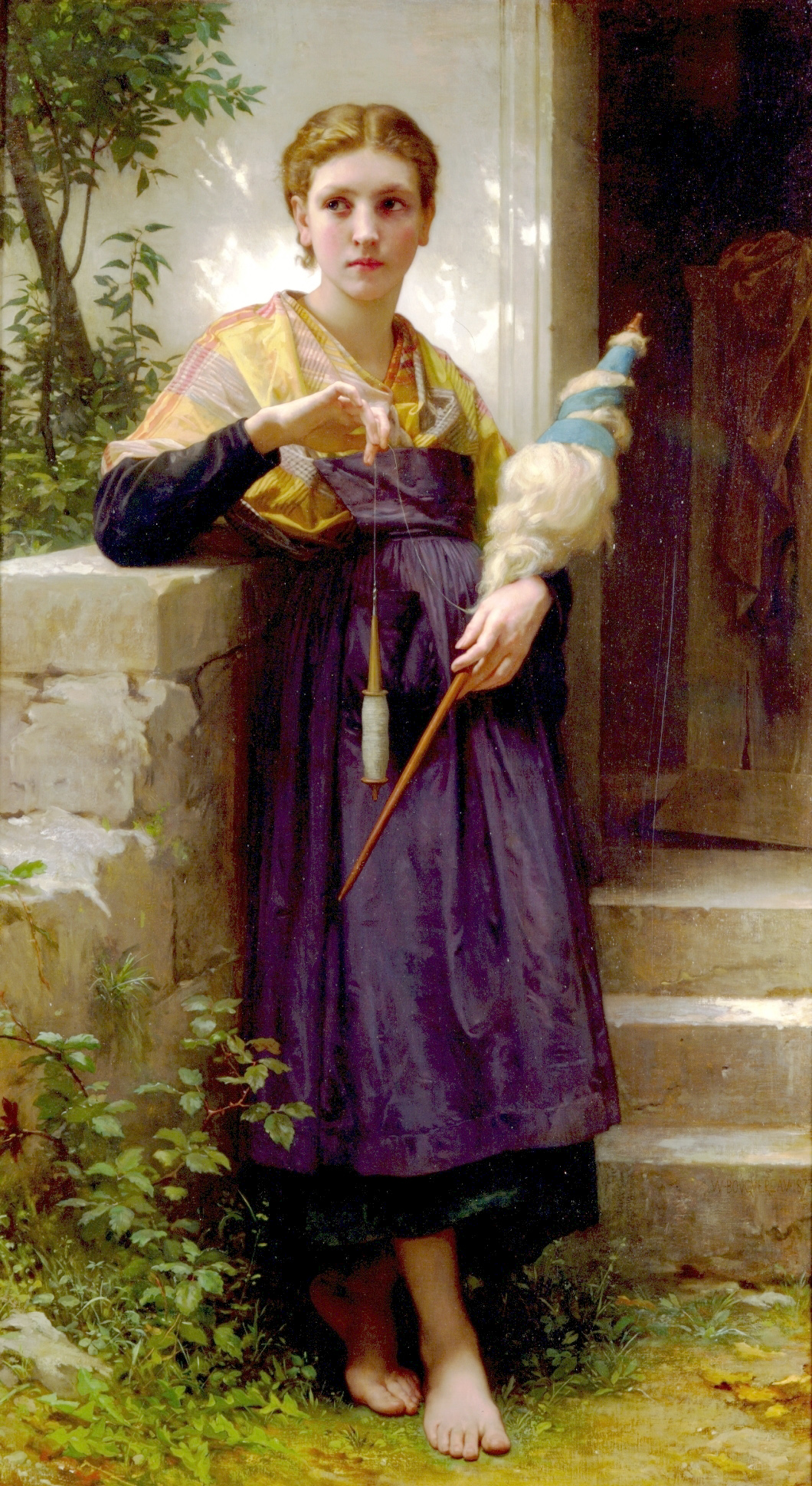
الغزَّال بقلم ويليام أدولف بوجيرو (1873) ، يظهر بعرناس ومغزل

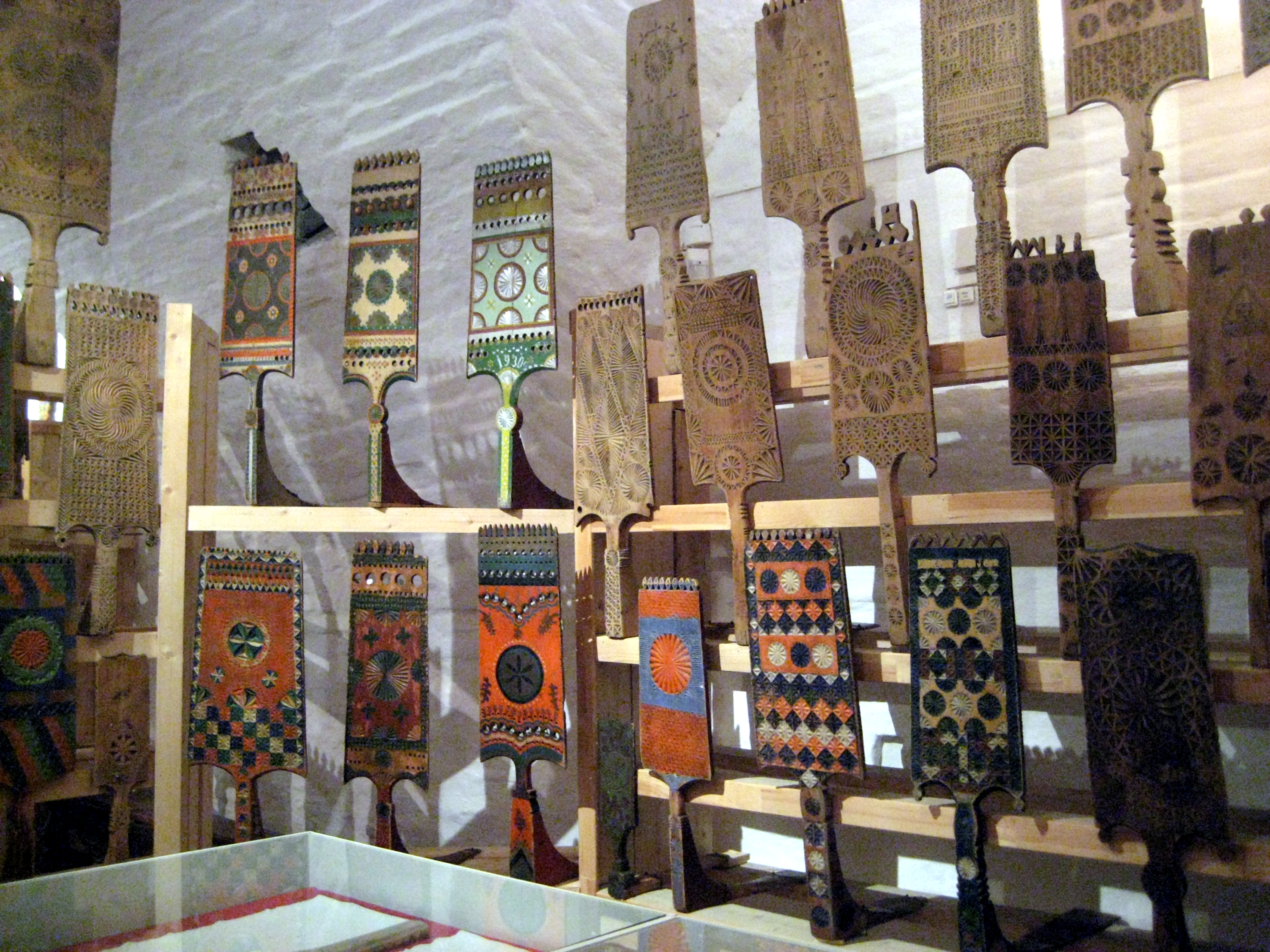
عرانيس روسية معروضة في متحف الحرف اليدوية الشعبية في دير فيرابونتوف

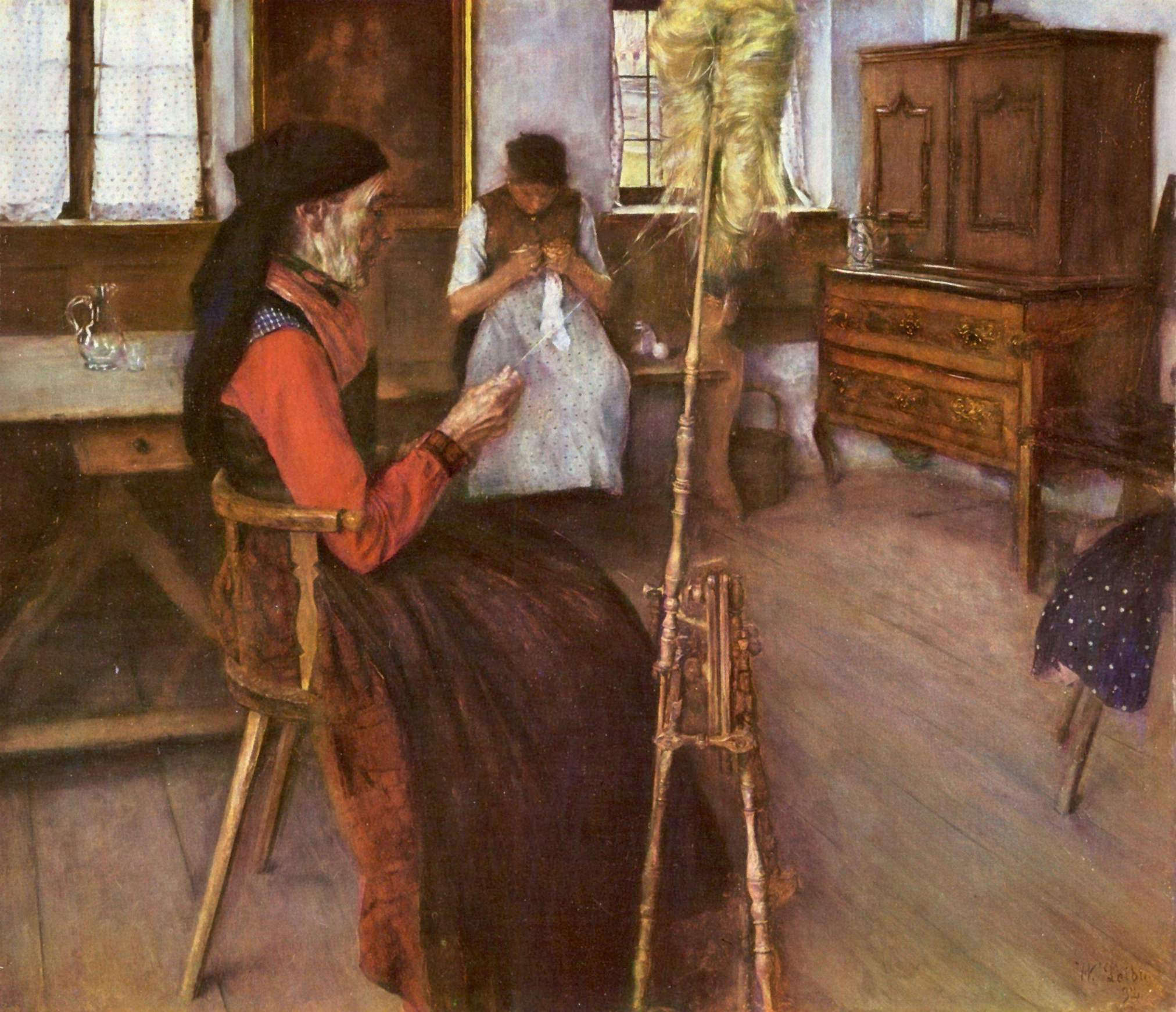
الغزال بواسطة Wilhelm Leibl (1892) ، يُظهر سحب الكتان من العرناس